# سيد ويب
سيد ويب (بالإنجليزية: Sid Webb)‏ (1 فبراير 1884 بكوفنتري في المملكة المتحدة - 1956 بليمينجتون سبا في المملكة المتحدة) هو لاعب كرة قدم بريطاني (وحمل سابقاً جنسية المملكة المتحدة لبريطانيا العظمى وأيرلندا) في مركز مهاجم داخلي. لعب مع أستون فيلا وبرمنغهام سيتي وWednesbury Old Athletic F.C. ‏ ونادي ووستر سيتي ونادي ستوربريدج وBurton United F.C. ‏.